# Alessandro Staropoli
Alessandro Staropoli, noto col diminutivo di Alex (Trieste, 9 gennaio 1970), è un tastierista italiano, uno dei fondatori della power metal band italiana Rhapsody of Fire.

## Biografia
Già all'età di 8 anni, Alessandro Staropoli riceve il suo primo pianoforte e inizia a studiarne le basi da un insegnante privato di musica classica. Inizia ad avvicinarsi al mondo del metal dopo aver comprato il suo primo vinile: la canzone The final countdown degli Europe. Staropoli afferma di essere un grande amante della natura, ed ha un profondo interesse per la meditazione ed i campi spirituali.
Nel 1990 conobbe Luca Turilli ad uno stage di tecniche mentali (dove si impara ad avere più controllo sulla propria mente). La sera i due cenarono assieme e scoprirono di avere gli stessi interessi musicali. L'anno successivo Turilli e Staropoli cominciarono a comporre le loro prime canzoni (alcune volte si recavano in montagna per comporre, traendo ispirazione dal panorama montano). Lo stesso anno i due conobbero Daniele Carbonera che entrò a far parte della band come batterista.
Dopo aver pubblicato i primi due demo, Land of immortals (1994) ed Eternal Glory (1995) ed aver ottenuto un contratto con la casa discografica Limb Music Production, nel 1997 conobbe Fabio Lione che sarebbe diventato il cantante della band, andando a sostituire Cristiano Adacher; fu proprio in quell'anno che venne registrato il primo album della band Rhapsody, Legendary Tales.
Negli anni successivi Alex si dedicò alla band, che si trovò a fronteggiare tour e interviste, ed Alex conobbe molti personaggi importanti della scena metal, tra cui Joey DeMaio, bassista dei Manowar, che divenne inoltre manager degli stessi Rhapsody. Nel 2005 ha cominciato a lavorare sul suo primo album solista (ad oggi mai pubblicato).

## Stile e influenze
Le sue composizioni si ispirano soprattutto a grandi musicisti classici del passato come Vivaldi, Bach e Paganini.
Con gli anni diviene un tastierista virtuoso, i cui assoli all'inizio si basavano principalmente sulla velocità, mentre negli ultimi dischi viene anche usato l'effetto bending.

## Strumentazione
- Korg 01/W pro
- Korg Triton Extreme
- Oberheim MC 3000 midi master controller
- Kurzweil PC2X
- Roland M-12E 12 channels mixer
- Sony MDR-V700 headphones

## Discografia

### Rhapsody
- 1997 - Legendary Tales
- 1998 - Symphony of Enchanted Lands
- 2000 - Dawn of Victory
- 2001 - Rain of a Thousand Flames
- 2002 - Power of the Dragonflame
- 2004 - Symphony of Enchanted Lands II: The Dark Secret
- 2006 - Live in Canada 2005 - The Dark Secret

### Rhapsody of Fire
- 2006 - Triumph or Agony
- 2010 - The Frozen Tears of Angels
- 2010 - The Cold Embrace of Fear - A Dark Romantic Symphony
- 2011 - From Chaos to Eternity
- 2013 - Dark Wings of Steel
- 2016 – Into the Legend
- 2019 - The Eighth Mountain